# Bolitoglossa anthracina
Bolitoglossa anthracina е вид земноводно от семейство Plethodontidae.

## Разпространение
Видът е разпространен в Панама.